# 紀元前365年
紀元前365年（きげんぜん365ねん）は、ローマ暦の年である。
当時は、「アヴェンティネンシスとアハラが共和政ローマ執政官に就任した年」として知られていた（もしくは、それほど使われてはいないが、ローマ建国紀元389年）。紀年法として西暦（キリスト紀元）がヨーロッパで広く普及した中世時代初期以降、この年は紀元前365年と表記されるのが一般的となった。

## 他の紀年法
- 干支 : 丙辰
- 日本
  - 皇紀296年
  - 孝安天皇28年
- 中国
  - 周 - 顕王4年
  - 秦 - 献公20年
  - 楚 - 宣王5年
  - 斉 - 桓公10年
  - 燕 - 桓公8年
  - 趙 - 成侯10年
  - 魏 - 恵王5年
  - 韓 - 懿侯10年
- 朝鮮
  - 檀紀1969年
- ベトナム :
- 仏滅紀元 : 180年
- ユダヤ暦 :

## できごと

### ギリシャ
- マケドニア王国の王であったアミュンタス3世とエウリュディケ2世の間に生まれた息子であるペルディッカスが、兄アレクサンドロス2世を紀元前368年に暗殺し、以降、摂政として王国の実権を握っていたアロロスのプトレマイオス (Ptolemy of Aloros) を殺害した。プトレマイオスを殺したペルディッカスは、自らマケドニア王ペルディッカス3世となった。
- 将軍ティモテウス (Timotheus) が率いるアテナイ勢が、アケメネス朝ペルシャ帝国の軍勢が占拠していたサモス島を、10か月に及ぶ攻城戦の末に陥落させた。

### 共和政ローマ
- エトルリア人の俳優たちが、ローマで最初の演劇を上演した。

### 中国
- 魏が宋を攻撃し、儀台を奪った。
- 魏が大梁に遷都した。

## 死去
- マルクス・フリウス・カミルス - 共和政ローマの軍人、政治家（紀元前446年生）
- アンティステネス - アテナイの哲学者（紀元前445年生）